# Mary J. Blige
Mary Jane Blige (* 11. ledna 1971 Bronx, New York, USA) je americká R&B zpěvačka, textařka, herečka a devítinásobná držitelka ceny Grammy, čtyř American Music Award a deseti Billboard Music Award. Získala nominace na tři Zlaté Glóby a dva Oscary, jednoho za vedlejší roli ve filmu Mudbound (2017) a druhého za původní píseň „Mighty River“, čímž se stala první osobou nominovanou za herecký výkon a text písně ve stejném filmu. Časopis Time ji v roce 2022 zařadil na seznam 100 nejvlivnějších lidí světa.

## Dětství
Narodila se v Bronxu. Její otec byl jazzový hudebník a matka ošetřovatelka. Díky otci se věnovala hudbě už od raného věku. Když byly Mary čtyři roky, její otec Thomas odešel od rodiny. Tak se její matka Cory byla nucena postarat sama o Mary a její starší sestru Latonyu. Nejtěžší chvíle zažila Mary, když byla sexuálně zneužívána rodinným přítelem.
O pár let později se přestěhovali do Yonkers do jedné z nejnebezpečnějších ulic ve městě. Hudba se proto stala Maryiným útočištěm. Začala zpívat v církevním sboru a v sedmi letech vyhrála pěveckou soutěž, když zazpívala píseň Arethy Franklin –⁠ Respect. V pubertě začala experimentovat s lehkými drogami a posléze ji i vyhodili ze školy.

## Hudební kariéra
V roce 1988, když jí bylo 17, nahrál matčin přítel Maryin hlas na kazetu a poslal jej do vydavatelství. Na pár vystoupeních, které po městě absolvovala, zaujala několik r&b umělců, kteří ji nabídli spolupráci. Krátce na to podepsala Mary svůj první kontrakt s vydavatelskou společností Uptown Records, kde se stala v roce 1989 jeho nejmladší zpěvačkou.

### What's The 411?
Debutové album Mary J. Blige s názvem What's the 411? vyšlo 18. července 1992. Album produkovali Harrell, Sean „Puffy“ Combs a Cedrik „K-Ci“ Hailey její dlouholetý přítel.
Debutová píseň z alba se jmenovala You Remind Me a dostala se na 29. místo americké hitparády. Další singl Real Love dopadl mnohem lépe, probojoval se až na 7. místo. Z alba vzešly ještě další úspěšné singly. Alba se prodaly více než tři miliony kopií a Mary byla zvolena královnou Hip hopu a soulu.

### My Life
Dne 29. listopadu 1994 vydala Mary druhé své album, které dostalo název My Life. Album opět produkoval Sean Combs (v té době známý už pod přezdívkou Puff Daddy).
Na tomto albu se producentsky podílela sama Mary. Napsala velkou část textů, které vycházely z jejích životních zkušeností a osobního života. Ačkoli kritici a fanoušci byli nadšeni, Mary sama přiznala, že tvorba tohoto alba byla pro ni velmi těžká.
Debutový singl z tohoto alba se jmenoval Be Happy a dostal se na 29. místo americké hitparády. Další singly byly pozoruhodné díky své otevřenosti – zpěvačka přiznala, že bojovala s alkoholismem, depresemi i drogami, zároveň v písních zpívala o svém hrubém vztahu s Haileym.
Alba se prodalo na tři miliony kusů a obdržela za něj svou první cenu Grammy Awards.

### Share My World
Dne 22. dubna 1997 vydala své třetí album nazvané Share My World. Album produkoval jiný tým, neboť po konfliktech s Puff Daddym se rozhodla pro spolupráci s R. Kellym, Babyfacem a dalšími producenty. Největší producentský podíl na albu má však Rodney Jerkins, který produkoval většinu desky.
Share My World je mnohem optimističtější album než předešlá dvě alba. Debut mělo hned na prvním místě americké albové hitparády. Výborně si vedly i písně Love Is All We Need nebo Seven Days. Celkově se alba prodalo více než 5 milionů kopií a Mary za něj získala mnoho ocenění. Poprvé se také vydala na celosvětové turné.

### Mary
V srpnu 1999 vyšlo čtvrté řadové album nazvané jednoduše Mary. Na albu se objevuje mnoho hostů, například Aretha Franklin, Eric Clapton, Elton John nebo Lauryn Hill. Hlavní pozornost získal duet s Georgem Michaelem As, který byl vydán i jako singl.
Ačkoli album bylo kritiky velmi chváleno a získalo mnoho cen a nominací, nedosáhlo tak velkého komerčního úspěchu jako předešlá alba.

### No More Drama
Dne 28. srpna 2001 vyšlo Mary páté řadové album No More Drama. Jako úvodní píseň byla vybrána Family Affair. Tato píseň se dostala do čela americké singlové hitparády a zůstala na něm šest týdnů, čímž se zařadila mezi nejúspěšnější singly.
Další písně z tohoto alba se dostaly do top 20, velkého úspěchu se dočkala píseň He Think I Don't Know, za kterou Mary obdržela druhou cenu Grammy Awards.
Toto album znamenalo její největší dosavadní úspěch.

### Love & Life
Love & Life je její šesté album, vydané v srpnu 2003. Album už nevydala společnost Uptown Records, ale Geffen Records, se kterou Mary podepsala smlouvu.

### The Breakthrough
Navzdory ohlášení, že Mary vydá album svých největších hitů, vyšla nová deska nazvaná The Breakthrough. Debutový singl Be Without You se stal v USA jedním z nejhranějších a v prodejnostní hitparádě skončil na třetím místě.
Za zmínku stojí hlavně píseň One, kterou v originále zpívají irští U2 a s níž Mary pomohl i Bono Vox.

## Osobní život
Po bouřlivém vztahu s Haileym, který ukončila v roce 1999, se o čtyři roky později vdala za svého přítele Kendu Isaaca, se kterým vychovává tři děti z jeho předešlého manželství.
Nejlepší přítelkyní Mary J. Blige je zpěvačka Lil' Kim.

## Diskografie

### Studiová alba
| Rok  | Album                                                                                 | Umístění | Umístění | Umístění | Umístění | Umístění | Umístění | Umístění | Umístění | Umístění | Certifikace                                      |
| Rok  | Album                                                                                 | USA      | UK       | KAN      | AUS      | NZ       | NĚM      | RAK      | ŠVÝ      | FRA      | Certifikace                                      |
| ---- | ------------------------------------------------------------------------------------- | -------- | -------- | -------- | -------- | -------- | -------- | -------- | -------- | -------- | ------------------------------------------------ |
| 1992 | What's The 411? - 1. studiové album - Vydáno: 28. července 1992                       | 6        | 53       | –        | –        | –        | –        | –        | –        | –        | US: 3× platinová                                 |
| 1994 | My Life - 2. studiové album - Vydáno: 29. listopadu 1994                              | 7        | 59       | 37       | –        | –        | –        | –        | –        | –        | US: 3× platinová CAN: zlatá                      |
| 1997 | Share My World - 3. studiové album - Vydáno: 22. dubna 1997                           | 1        | 8        | 4        | –        | 37       | 37       | –        | 41       | 31       | US: 3× platinová CAN: platinová UK: zlatá        |
| 1999 | Mary - 4. studiové album - Vydáno: 17. srpna 1999                                     | 2        | 5        | 5        | –        | –        | 38       | –        | 16       | 51       | US: 2× platinová CAN: zlatá UK: stříbrná         |
| 2001 | No More Drama - 5. studiové album - Vydáno: 28. srpna 2001                            | 2        | 5        | 4        | 36       | 31       | 13       | 17       | 7        | 8        | US: 3× platinová CAN: 2× platinová UK: platinová |
| 2003 | Love & Life - 6. studiové album - Vydáno: 26. srpna 2003                              | 1        | 8        | 6        | –        | –        | 21       | 49       | 3        | 18       | US: platinová UK: zlatá                          |
| 2005 | The Breakthrough - 7. studiové album - Vydáno: 20. prosince 2005                      | 1        | 22       | 13       | 19       | –        | 28       | 42       | 7        | 25       | US: 3× platinová UK: zlatá                       |
| 2007 | Growing Pains - 8. studiové album - Vydáno: 18. prosince 2007                         | 1        | 6        | 41       | –        | –        | 48       | 36       | 6        | 73       | US: platinová                                    |
| 2009 | Stronger with Each Tear - 9. studiové album - Vydáno: 21. prosince 2009               | 2        | 33       | 42       | –        | –        | –        | –        | 66       | –        | US: zlatá                                        |
| 2011 | My Life II... The Journey Continues - 10. studiové album - Vydáno: 21. listopadu 2011 | 5        | 76       | –        | –        | –        | –        | –        | 31       | –        | US: zlatá                                        |

### Kompilační alba
- 1993 – What's the 411? Remix
- 1998 – The Tour
- 2000 – Ballads
- 2002 – Dance for Me
- 2006 – My Collection of Love Songs (Live)
- 2006 – Mary J. Blige & Friends
- 2006 – Reflections – A Retrospective

### Úspěšné singly
- 1992 – „You Remind Me“
- 1992 – „Real Love“
- 1992 – „Sweet Thing“
- 1994 – „Be Happy“
- 1995 – „Mary Jane (All Night Long)“
- 1995 – „I'm Goin' Down“
- 1996 – „Not Gon' Cry“
- 1997 – „I Can Love You“ (ft. Lil Kim)
- 1997 – „Everything“
- 2001 – „Family Affair“
- 2002 – „No More Drama“
- 2002 – „Rainy Dayz“ (ft Ja Rule)
- 2003 – „Love @ 1st Sight“ (ft. Method Man)
- 2003 – „Ooh!“
- 2005 – „Be Without You“
- 2006 – „Enough Cryin“
- 2007 – „Just Fine“